# 엔마누엘 데 헤수스
엔마누엘 호세 데 헤수스(Enmanuel José De Jesus, 1996년 12월 10일 ~ )는 베네수엘라의 야구 선수이자, 현 KBO리그 KT 위즈의 투수이다. KBO 등록명은 '헤이수스'이다.

## 미국 프로야구 시절
2023년에 마이애미 말린스에 입단하였다.

## 한국 프로야구 시절

### 키움 히어로즈시절
2024년에 이안 맥키니를 대체할 외국인 투수로 영입되었다.